# Marieta Dá Mesquita
Marieta de Morais Dá Mesquita (20 de Abril de 1955- 31 de Outubro de 2011), foi uma historiadora e investigadora portuguesa.
Licenciada em História, pela Faculdade de Letras da Universidade Clássica de Lisboa.
Doutorada pela Faculdade de Arquitectura da Universidade Técnica de Lisboa, foi Professora Auxiliar dessa Instituição, onde coordenava a Secção de História e Fenomenologia da Arquitectura e do Urbanismo.
Repartia a sua actividade entre a investigação e a docência na Faculdade de Arquitectura da Universidade Técnica de Lisboa e na Faculdade de Arquitectura da Universidade do Porto.
Foi orientadora científica de um grande número de dissertações de Mestrado e de algumas teses de Doutoramento. Recentemente co-orientou várias dissertações de Mestrado Integrado em Arquitectura.

## Obras publicadas
- Revistas de Arquitectura: Arquivo(s) da Modernidade. Caleidoscópio, Junho 2011. ISBN 9789896581107[2]
- História e arquitectura uma proposta de investigação: o Palácio dos Marqueses de Fronteira como situação exemplar da arquitectura residencial erudita em Portugal. Lisboa, 1992, 3 vols. Tese de Doutoramento, (Texto policopiado).
- Revista Arte Teoria volume 8 (2006)[3]
  - Casas Urbanas de Lisboa – Memórias e Metamorfoses
  - Uma releitura de um projecto de Ventura Terra através da Construção Moderna (com Inês Domingues Serrano)
- Vasco da Gama e os Humanistas no Alentejo, de D. João II (1481-1495) a D. João III (1521-1557): O Pensamento e a Técnica do Tardo-Gótico ao Maneirismo[4]